# Sociedade aberta
A Sociedade aberta é um conceito que foi originalmente criado pelo filósofo Henri Bergson e descreve um sistema dinâmico inclinado ao universalismo moral. Em sociedades abertas o governo é responsável e tolerante, e os mecanismos políticos são transparentes e flexíveis. O Estado não mantém segredos para si mesmo; é uma sociedade não-autoritária, uma sociedade em que todos são respeitados, com o conhecimento de todos. Liberdade política e direitos humanos são os princípios fundamentais que regem a sociedade aberta.
A ideia de uma sociedade aberta foi desenvolvida durante a Segunda Guerra Mundial pelo filósofo britânico nascido na Áustria Karl Popper.
Na definição de Karl Popper, encontrada em seu livro de dois volumes The Open Society and Its Enemies a "sociedade aberta" é aquela que se assegura de que seus líderes possam ser destituídos sem a necessidade de derramamento de sangue, por oposição às sociedades autoritárias nas quais uma violenta revolução ou um golpe de estado se faz necessário para alterar sua liderança. Ele acrescenta que numa "sociedade aberta" "os indivíduos encaram decisões pessoais", por oposição às "sociedades mágicas, tribais ou coletivistas" .
O conceito de "sociedade aberta" de Popper é mais epistemológico que político . De acordo com sua teoria, o fato do conhecimento humano ser provisório e falível implica a necessidade de que as sociedades estejam abertas a diferentes pontos de vista. Pretensões ao domínio de certos conhecimentos e da verdade final conduzem à imposição de uma única versão da realidade  . Contrastando com isso, numa "sociedade aberta" cada cidadão deve formar sua própria opinião sobre a realidade e para isso é necessário haver liberdade de expressão de pensamentos, e a manutenção de instituições legais e culturais que a favoreçam. Uma "sociedade aberta" também deve ser pluralística e multicultural para que possa se beneficiar da análise do maior número de pontos de vista em seus problemas  .